# Dolalghat
Dolalghat (en népalais : दोलालघाट) est un comité de développement villageois du Népal situé dans le district de Kavrepalanchok. Au recensement de 2011, il comptait 2 126 habitants.